# Christian Hirschbühl
Christian Hirschbühl (Bregenz, 19 aprile 1990) è uno sciatore alpino austriaco.

## Biografia
Originario di Lauterach e attivo in gare FIS dal dicembre del 2005, Hirschbühl ha debuttato in Coppa Europa il 17 febbraio 2008 a Garmisch-Partenkirchen in slalom speciale e in Coppa del Mondo il 17 gennaio 2015 a Wengen nella medesima specialità, in entrambi i casi senza portare a termine la prima manche. Il 19 dicembre 2015 ha colto a Plan de Corones in slalom parallelo la sua prima vittoria, nonché primo podio, in Coppa Europa.
Ai XXIII Giochi olimpici invernali di Pyeongchang 2018, sua prima presenza olimpica, non ha completato lo slalom gigante e ai Mondiali di Åre 2019, suo esordio iridato, ha vinto la medaglia d'argento nella gara a squadre (partecipando come riserva) ed è stato 11º nello slalom speciale. Il 14 novembre 2021 ha conquistato la prima vittoria, nonché primo podio, in Coppa del Mondo, a Lech/Zürs in slalom parallelo; inattivo dall'inizio del 2022 a causa di un infortunio subito durante lo slalom speciale di Coppa del Mondo disputato il 6 gennaio a Wengen, è tornato alle gare nel novembre del 2024.

## Palmarès

### Mondiali
- 1 medaglia:
  - 1 argento (gara a squadre a Åre 2019)

### Coppa del Mondo
- Miglior piazzamento in classifica generale: 37º nel 2019
- Vincitore della classifica di slalom parallelo nel 2022[2]
- 1 podio:
  - 1 vittoria

#### Coppa del Mondo - vittorie
| Data             | Località  | Paese   | Specialità |
| ---------------- | --------- | ------- | ---------- |
| 14 novembre 2021 | Lech/Zürs | Austria | PR         |

Legenda:

PR = slalom parallelo

### Coppa Europa
- Miglior piazzamento in classifica generale: 5º nel 2017
- 5 podi:
  - 3 vittorie
  - 1 secondo posto
  - 1 terzo posto

#### Coppa Europa - vittorie
| Data             | Località        | Paese   | Specialità |
| ---------------- | --------------- | ------- | ---------- |
| 19 dicembre 2015 | Plan de Corones | Italia  | PR         |
| 12 gennaio 2017  | Zell am See     | Austria | SL         |
| 15 marzo 2018    | Soldeu          | Andorra | SL         |

Legenda:

SL = slalom speciale

PR = slalom parallelo

### Australia New Zealand Cup
- Miglior piazzamento in classifica generale: 4º nel 2016
- 2 podi:
  - 1 vittoria
  - 1 secondo posto

#### Australia New Zealand Cup - vittorie
| Data             | Località     | Paese         | Specialità |
| ---------------- | ------------ | ------------- | ---------- |
| 2 settembre 2015 | Coronet Peak | Nuova Zelanda | GS         |

Legenda:

GS = slalom gigante

### Far East Cup
- Miglior piazzamento in classifica generale: 18º nel 2015
- 2 podi:
  - 2 secondi posti

### Campionati austriaci
- 2 medaglie:
  - 1 oro (slalom speciale nel 2015)
  - 1 bronzo (slalom gigante nel 2016)